# Ольговка (Башкортостан)
О́льговка (баш. Ольговка) — деревня в Давлекановском районе Республики Башкортостан Российской Федерации. Входит в состав Рассветовского сельсовета. 

## География

### Географическое положение
Расстояние до:
- районного центра (Давлеканово): 12 км,
- центра сельсовета (Рассвет): 5 км,
- ближайшей ж/д станции (Давлеканово): 12 км.

## Население
| 2002 | 2009 | 2010 |
| ---- | ---- | ---- |
| 16   | ↘11  | ↘10  |

### Национальный состав
Согласно переписи 2002 года, преобладающая национальность — русские (87 %).